# Estat de Síria
L'Estat de Síria (francès: État de Syrie; àrab: دولة سوريا, Dawlat Sūriyā) va ser un mandat francès constituït l'1 de desembre de 1924 a partir de la unió de l'Estat d'Alep i l'Estat de Damasc. Fou el successor de la Federació Siriana (francès: Fédération syrienne; àrab: الاتحاد السوري, al-Ittiḥād as-Sūrī), que havia estat creada per oferir una assemblea central a l'Estat de Alep, l'Estat de Damasc i l'Estat dels Alauites. L'Estat dels Alauites, tanmateix, no es va unir a l'Estat de Síria.

## Antecedents
En 1920 un regne àrab independent de Síria va ser creat sota el rei Faisal I de la família haiximita, que més tard es va convertir en el rei de l'Iraq. No obstant això, el seu domini sobre Síria va acabar al cap de pocs mesos, després de l'enfrontament entre les seves forces sirianes i les franceses a la Batalla de Maysalun. Les tropes franceses ocuparen Síria que els havia estat confiat com mandat inter-aliat (més tard confirmat per la Lliga de les Nacions.

## Història de Síria durant el Mandat

### Inicial administració civil
Després de la conferència de San Remo i la derrota del rei Faisal i l'efímer regne de Síria a la batalla de Maysalun, el general francès Henri Gouraud va establir una administració civil en el territori. El mandat de la zona ser subdividit en cinc estats (més un sandjak autònom el 1923). La creació d'aquests estats es va basar en part en divisions sectàries sobre el terreny a Síria. No obstant això, gairebé totes les sectes de Síria sectes van ser hostils al mandat francès i a la divisió que va comportar.
Principalment la població sunnita d'Alep i Damasc foren fortament oposats a la divisió de Síria.

### Federació Siriana (1922-24)
El 28 de juny de 1922, França va establir una federació entre els tres estats: l'Estat de Damasc, l'Estat d'Alep i l'estat del Alawites sota el nom de Federació Siriana. El Djebel Drus i el Gran Líban no formaven part d'aquesta federació. El sandjak autònom d'Alexandreta es va configurat el 1923 però com a part de l'estat d'Alep. La Federació va adoptar una nova bandera federal (verd-blanc-verd, amb la francesa al cantó), que més tard es va convertir en la bandera de l'Estat de Síria.

### Estat de Síria
A 1 de gener de 1925 va entrar en vigor l'estat de Síria, successor de la Federació formada pels estats d'Alep i Damasc i el mateix dia l'estat dels Alawites esdevenia formalment entitat separada de la federació (de fet ja n'havia estat separada poc abans).

### Revolta general
El 1925 la resistència al govern colonial francès va produir l'esclat d'uyna revolta aa gran escala; iniciada al territori drus pel Sultà Pasha el Atrash per motius principalment locals, es va estendre ràpidament a Damasc i Alep.
La revolta es va escampar des del Djebel Drus a la resta de Síria i es va convertir en una revolta general. França va intentar respondre forçant al parlament d'Alep a declarar la secessió de la unió amb Damasc, però la votació va ser frustrada pels patriotes sirians.
Tot i els intents francesos per mantenir el control, fomentar divisions sectàries i aïllar les zones urbanes de les zones rurals, la revolta es va estendre per tot Síria i va unir als drusos de Síria, sunnites, xiïtes, alauites i cristians. Quan les forces rebels van assetjar Damasc, els militars francesos van respondre amb tècniques brutals de contra-insurgència que van prefigurar les que hauria de ser utilitzades posteriorment a Indoxina i Algèria. Aquestes tècniques incloïen demolicions de cases, càstigs col·lectius a les poblacions, execucions, transferències de població i l'ús d'armament pesat en àrees urbanes. La revolta va ser, finalment, sotmesa el 1926-27 a través de bombardejos aeris francesos d'àrees civils, incloent-hi Damasc.

## De l'estat a la república
El 9 de juny de 1928 es va reunir l'Assemblea constituent promoguda per França després de la revolta. La constitució redactada no va agradar a França i després d'un intent d'obtenir l'aprovació francesa que va fracassar, l'11 de novembre França va dissoldre l'assemblea. Durant tot aquest any hi va haver tensió i alguns enfrontaments amb els turcs que no es volien retirar d'alguns territoris al nord que havien estat adjudicats a Síria per arbitratge.
El 1929 les negociacions van portar als francesos a acceptar la constitució redactada sempre que fossin anul·lats els articles que posaven en dubte el mandat francès. El 22 de juny de 1929 el ministre d'afers exterior de Turquia i l'ambaixador francès a Ankara van signar un acord que posava final a la disputa fronterera al nord de Síria. França va recuperar els ferrocarrils de Tars, Adana i Mersin que havien estat comprats pels turcs, però la línia fronterera es va redibuixar de la manera que volia Turquia, si bé això encara va suposar que en territori, França adquiria 500 milles quadrades i 101 llogarets que abans no controlava, però tot de poc valor. A Síria aquest acord fou molt mal acollit.

### República de Síria
El 14 de maig de 1930 finalment es va promulgar la constitució republicana que era idèntica a la que havia estat adoptada el 1928 però sense els articles que molestaven a França. La mateixa constitució es va instaurar també al Gran Líban, Djebel Drus, l'estat dels Alawites i el sandjak d'Alexandreta. Els deures com a potència mandatària quedaven per damunt de les decisions de les assemblees, els estats i els governs; França tenia la competència exclusiva en manteniment de l'ordre, seguretat, defensa i relacions exteriors. La constitució havia d'entrar en vigor després d'unes eleccions generals. Inicialment no hi van haver protestes, però aviat els nacionalistes van treure el poble al carrer i es van produir enfrontaments.
Les eleccions es van completar el gener del 1931. L'Alt Comissionat Ponsot, per reforçar la nova constitució, va cessar al govern de Shaykh Taj ad-Din al-Hasani, considerat pro-francès, que actuava interinament des del 15 de febrer de 1928 a l'espera de l'entrada en vigor de la constitució i a petició de l'alt comissionat francès, i va designar un consell consultiu de 25 membres (amb llocs fins i tot pels rebels de 1925-1927), per un període d'uns sis mesos, sota la presidència de Léon Solomiac. El 1932 la constitució va entrar en vigor i l'11 de juny de 1932 va prendre possessió el president Muhammad Ali Bay al-Abid, diputat del Bloc Nacionalista elegit per la cambra.

## Caps d'estat
- Subhi Bay Barakat al-Khalidi 1925-1926
- Marie François Julien Pierre-Alype (interí) 1926
- Damad-i Shahriyari Ahmad Nami Bay 1926-1928
- Shaykh Taj ad-Din al-Hasani 1928-1931 (interí)